# Huddersfield
 Huddersfield  és una ciutat pertanyent al Metropolitan Borough of Kirklees, al comtat de West Yorkshire, Anglaterra, prop de la confluència del riu Colne amb el riu Holme. Té una població de 146.000 habitants.
En aquesta ciutat van néixer personatges destacats com el compositor Arthur Eaglefield Hull o Harold Wilson, primer ministre britànic, i Billy Currie, teclista i violinista que es va destacar a Ultravox i Visage, i el compositor i organista, Albert Lister Peace (1844-1912).

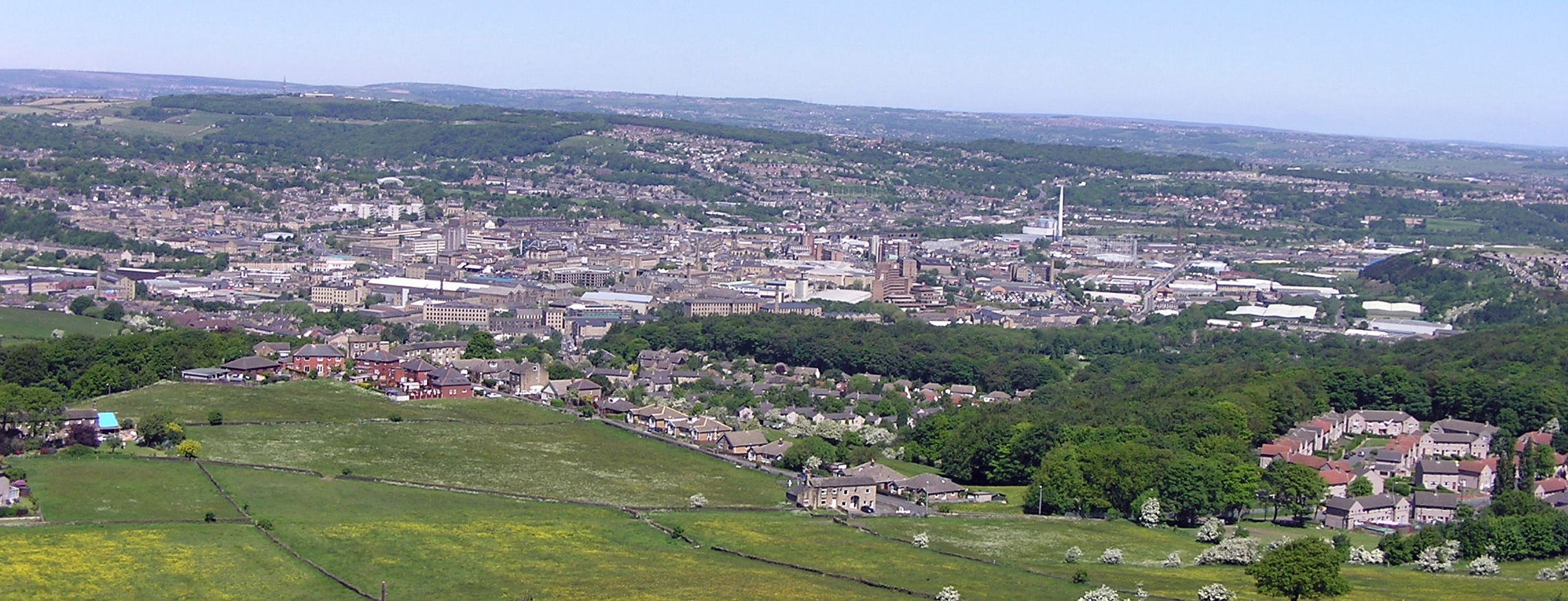
Huddersfield.

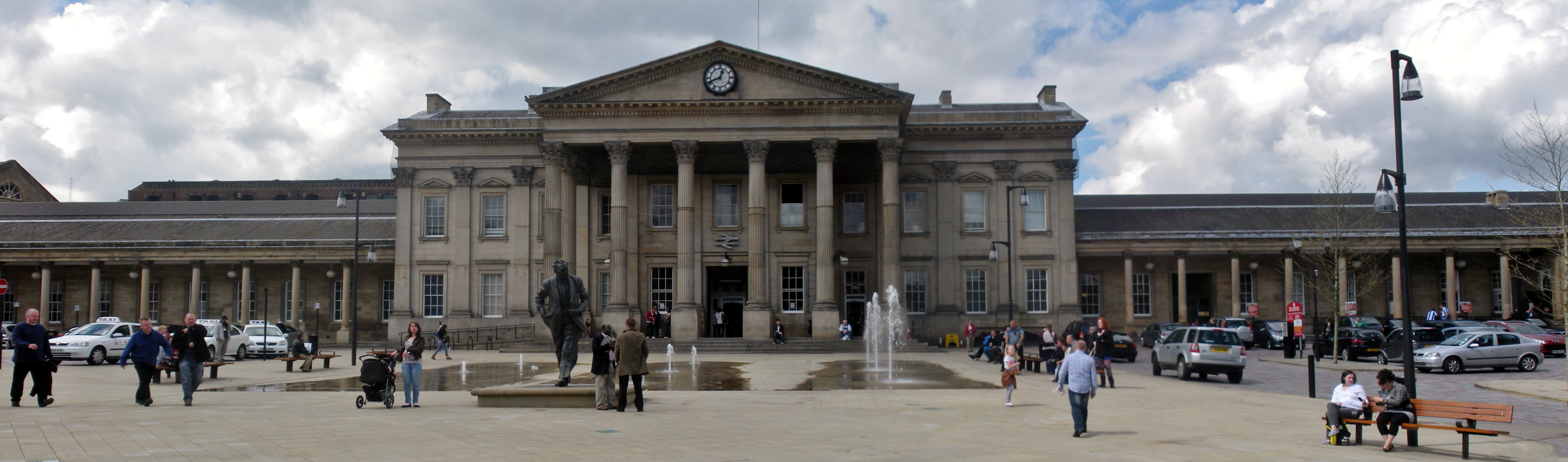
Estació de tren de Huddersfield, St. Georges Square.